# 1731 års överflödsförordning
1731 års överflödsförordning var en historisk svensk överflödsförordning, införd 1731. Den tillhörde de fyra största överflödsförordningar som infördes i Sverige. 
Mellan 1720 och 1794 utfärdades 58 överflödsförordningar, av vilka de mest omfattande var 1720, 1731, 1766 och 1794. 
Förordningen infördes i syfte att gynna den inhemska produktionen, och begränsade lyximporten genom att reglera dess användning, så som att diktera vilket antal rätter som kunde serveras vid en viss måltid, eller vilken typ av kläder som fick bäras beroende på samhällsklass. Lagen blev impopulär, resulterade i ett utbrett spioneri- och angivarverksamhet och blir i praktiken upphävd efter regeringsskiftet 1738, även om den formellt inte avskaffas.